# Szongdzsong állomás
Szongdzsong (Songjeong) állomás a szöuli metró 5-ös vonalának állomása, mely Kangszo-ku (Gangseo-gu) kerületben található.

## Viszonylatok
| 5-ös vonal                                        | 5-ös vonal | 5-ös vonal                                                   |
| ------------------------------------------------- | ---------- | ------------------------------------------------------------ |
| Kimphói (Gimpói) repülőtér Panghva (Banghwa) felé | fő vonal   | Magok Szangil-tong (Sangil-dong) vagy Macshon (Macheon) felé |